# Bravi ragazzi (album)
Bravi ragazzi - I grandi successi di Miguel Bosé è la prima raccolta di successi ufficiale che il cantante spagnolo Miguel Bosé pubblica in Italia, tra il terzo e il quarto album di studio, nel 1982 (la versione in CD esce dieci anni dopo, nel 1992). 

## Descrizione
L'album prende il titolo da uno degli unici due brani inediti, Bravi ragazzi, pubblicato anche come singolo. Il pezzo rappresenta l'ultimo grandissimo successo popolare riscosso da Bosé prima di entrare nella fase successiva della sua carriera, in cui, abbandonando le ottave altissime che lo avevano contraddistinto fino a quel momento, sperimenterà un nuovo colore vocale e un nuovo genere musicale, dai toni più cupi e meno patinati, con testi più profondi e riflessivi. La canzone Bravi ragazzi e il lato B del singolo, Sono amici, l'altra traccia inedita che compare sulla raccolta, sono entrambe scritte dalla collaudata coppia di autori costituita da Maurizio Fabrizio e Guido Morra, autori di numerosi brani di successo per moltissimi cantanti italiani (un esempio su tutti, I migliori anni della nostra vita, scritta per Renato Zero).
L'album contiene i brani in italiano che Bosé aveva inserito sui suoi primi tre album pubblicati in Italia, "Chicas!", "Miguel" e "Singolo", e si chiude con una chicca, già inserita, in italiano, nella versione spagnola dell'album del 1980, una cover di Buonanotte fiorellino, celebre pezzo di Francesco De Gregori, che Miguel interpreta a modo suo. Un altro nome illustre che compare tra gli autori è l'ex Pooh Valerio Negrini, che aveva già collaborato alla stesura di Metropoli, Al di là e Ce la fai, i tre brani in italiano inseriti nell'album "Singolo" dell'anno precedente e qui riproposti assieme agli altri.
Con l'album Bravi ragazzi - I grandi successi di Miguel Bosé, e soprattutto con la title track pubblicata come singolo, la prima fase della carriera del cantante si chiude nel 1982, in piena ascesa, e l'album dell'anno successivo, "Milano-Madrid", non costituirà che un'appendice di inediti basati sulla medesima formula melodica italiana qui proposta da Morra e Fabrizio (che scriveranno l'intero album del 1983). Il singolo Bravi ragazzi regalerà inoltre all'artista la sua seconda vittoria alla manifestazione canora estiva del Festivalbar in quello stesso anno (Miguel aveva già vinto il Festivalbar con Olympic Games nel 1980, e vi trionferà per la terza volta nel 1994, con un pezzo dal titolo curiosamente profetico, Se tu non torni, il singolo che segnerà proprio il suo ritorno sulle scene italiane dopo quattro anni di assenza).

## Tracce
1. Bravi ragazzi – 4:10 (Fabrizio, Morra)
2. Metropoli – 3:50 (Felisatti, Vaona, Bosé, Negrini)
3. Invito a cena – 3:37 (Perales, Bosé, Cogliati)
4. Ti amerò – 3:29 (Calderon, Bosé, Cogliati)
5. Piccolo cigno – 2:40 (Cogliati, Bosé, Arbex)
6. Ce la fai – 2:52 (Felisatti, Vaona, Bosé, Escolar, Negrini)
7. Sono amici – 4:45 (Fabrizio, Morra)
8. Credo in te – 3:53 (Cogliati, Perales, Bosé)
9. Pensa a me così – 3:23 (Cogliati, Bosé, Felisatti, Vaona)
10. Signor padre – 2:59 (Perales, Bosé, Cogliati)
11. Al di là – 3:42 (Dreau, Bosé, Negrini)
12. Buonanotte fiorellino – 1:48 (De Gregori)

## Formazione
- Miguel Bosé: voce
- Giancarlo Lucariello: produzione e realizzazione 1 & 7
- Maurizio Fabrizio: arrangiamento e direzione 1 & 7
- Danilo Vaona: produzione e arrangiamento 2 & 6; direzione artistica 8; arrangiamento e direzione 9; produzione 11
- Graham Preskett: arrangiamento 3, 4, 8, 10 & 11
- Oscar Gomez: direzione della produzione Discos CBS 3, 4 & 10
- B. Gascoigne: arrangiamento 5
- Fernando Arbex: direzione artistica 5

## Classifiche
| Classifica (1982) | Posizione massima |
| ----------------- | ----------------- |
| Italia            | 6                 |